# Schizofrenie (album)
Schizofrenie se jmenuje druhé řadové album skupiny Arakain. Bylo vydáno v roce 1991 jako LP a CD. LP obsahuje 8 skladeb, na CD jsou 3 bonusy. V roce 1998 byla vydána reedice spolu s albem Thrash The Trash na 2CD Thrash The Trash & Schizofrenie. Skladba Hibernatus vznikla již v roce 1988, byla nahrána v roce 1991 a vydána až na tomto albu.
V červnu 2022  vyšlo album v remasterované reedici na LP a CD.

## Seznam skladeb
1. Strážci času
2. Teror
3. Řekni a máš mě
4. Kamennej anděl
5. Antikrist
6. Gilotina
7. Sedmá pečeť
8. Zlá křídla osamění (bonus)
9. Hibernatus (bonus)
10. Iluzorium (bonus - skladba ze singlu)
11. Schizofrenie